# 朱嘉盈
朱嘉盈（英語：Catherine Chu），香港女企業家，曾任新昌營造、新昌集團執行董事，觀澜湖集團執行董事、觀澜湖集團教育集團主席以及朱樹豪家族成員

## 早年經歷
朱氏持有英國倫敦經濟學院之博士及碩士學位。並于2009年2月起加入新昌集團，並於2009年9月11日獲委任為執行董事、有企業管理顧問公司工作經驗 

## 接掌家族的教育生意
朱小姐現任觀瀾湖執行董事兼觀瀾湖教育集團主席主要負責教育業務，管理集團在深圳、東莞等地成立以观澜湖品牌成立教育投資公司以合資方式開辦國際學校，並把學校引入观澜湖旗下地產項目。